# Erich Sýkora
Erich Sýkora (13. listopadu 1929 Brno - 13. října 2006 Ústí nad Labem) byl český a československý lékař, politik Československé strany lidové, poúnorový poslanec Národního shromáždění ČSSR a ministr vlády České socialistické republiky za normalizace.

## Biografie
Po absolvování obecné školy navštěvoval gymnázium v Brně. V letech 1951-1957 studoval medicínu na Lékařské fakultě Univerzity Karlovy v Praze. V letech 1957-2006 pracoval jako lékař na psychiatrickém oddělení KÚNZ, posléze Masarykovy nemocnice v Ústí nad Labem. Vedl zde sexuologickou ordinaci a jako jeden z prvních se stal v roce 1980 primářem sexuologického oddělení, které tu vybudoval. Od roku 1947 byl členem ČSL.
Ve volbách roku 1960 byl zvolen za ČSL do Národního shromáždění ČSSR za Severočeský kraj. V Národním shromáždění zasedal do konce volebního období, tedy do voleb v roce 1964.
Od října 1988 do prosince 1989 byl ministrem bez portfeje České socialistické republiky ve vládě Josefa Korčáka, Ladislava Adamce, Františka Pitry a Petra Pitharta. Po listopadovém převratu odešel z veřejného dění a věnoval se profesi lékaře.